# Бофор сир Жерван
Бофор сир Жерван (фр. Beaufort-sur-Gervanne) насеље је и општина у источној Француској у региону Рона-Алпи, у департману Дром која припада префектури Ди.
По подацима из 2011. године у општини је живело 428 становника, а густина насељености је износила 45,15 становника/km². Општина се простире на површини од 9,48 km². Налази се на средњој надморској висини од 417 метара (максималној 836 m, а минималној 280 m).

## Демографија
| 1962. | 1968. | 1975. | 1982. | 1990. | 1999. | 2011. |
| ----- | ----- | ----- | ----- | ----- | ----- | ----- |
| 232   | 276   | 267   | 253   | 253   | 312   | 428   |

График промене броја становника у току последњих година